# Гетто в Михалишках (Гродненская область)
Гетто в Миха́лишках (конец сентября — начало октября 1941 — март 1943) — еврейское гетто, место принудительного переселения евреев деревни Михалишки Островецкого района Гродненской области и близлежащих населённых пунктов в процессе преследования и уничтожения евреев во время оккупации территории Белоруссии войсками нацистской Германии в период Второй мировой войны.

## Оккупация Михалишек и создание гетто
В деревне Михалишки перед войной евреи составляли примерно половину населения. Местечко было захвачено немецкими войсками 24 (25) июня 1941 года, и оккупация продлилась до 4 (6—7) июля 1944 года.
Ещё до прихода немцев в Михалишках произошли еврейские погромы — несколько поляков подожгли синагогу, другие врывались в еврейские дома и всё там громили. Затем, уже после начала оккупации, многие местные поляки добровольно помогли нацистам выявить евреев.
Немцы, реализуя нацистскую программу уничтожения евреев, в конце сентября — начале октября 1941 года организовали в местечке гетто, согнав туда и евреев из ближних деревень. После переселения евреев их хорошие дома заняли немцы, а остальные еврейские дома — поляки.

## Условия в гетто
Гетто занимало одну улицу, а его территория была обнесена колючей проволокой.
Условия в гетто были невыносимо тяжёлыми. Узники теснились в бараках по пять человек в комнате. Днём все евреи были обязаны являться на рыночную площадь и ждать там указаний в течение неопределённого времени. Немцы избивали их ежедневно. Обычно уже ближе к вечеру немцы выбирали 40—60 евреев-мужчин и оставляли их для принудительных работ. Остальным приказывали вернуться в гетто.
Узников обязали избрать юденрат из 4—6 человек для организации и контроля исполнения распоряжений немцев. Основными задачами юденрата был отбор людей на принудительные работы и сбор «контрибуций» в виде драгоценностей.
Начальник немецкого гарнизона в Михалишках Август Гизи был садистом: кроме того, что он любил стрелять по евреям и избивать их, он также бил плетью и травил собакой местных жителей за малейшее «нарушение».
Полицаи в Михалишках были набраны из числа литовских добровольцев и входили в состав 257-го полицейского батальона. Любимое своё развлечение они называли «рыбалкой» — еврея связывали и на длинной веревке сбрасывали с моста в реку Вилию. Почти захлебнувшегося человека вытаскивали из воды, давали отдышаться, а затем снова, десятки раз, сбрасывали вниз, чего многие не выдерживали и умирали.
Многие узники были убиты, потому что из-за возраста или болезни не могли работать. Их расстреливали во время «акций» (таким эвфемизмом нацисты называли организованные ими массовые убийства) и закапывали около ручья, впадавшего в Вилию.
В гетто действовала подпольная группа.

## Уничтожение гетто
Гетто в Михалишках было ликвидировано в марте 1943 года. Часть евреев деревни расстреляли на месте, часть вывезли в Вильнюс и убили там — большей частью в Понарах. В Понарах погибли более 600 жителей Михалишек, а спастись удалось только одному — Евгению Крескину, который упал за секунду до выстрелов и ночью выбрался из-под груды тел и скрылся в лесу.
Время уничтожения гетто в марте 1943 года подтверждается несколькими свидетелями, однако имеются данные, что летом 1944 года, незадолго до освобождения Михалишек Красной армией, немцы и полицаи выгнали из домов всех ещё живых 158 местных евреев, вместе с их имуществом погрузили на подводы и вывезли в сторону Вильнюса.

## Память
В апреле 1945 года комиссия ЧГК в документе «Поименный список повешенных, замученных граждан СССР местечка Михалишки» назвала имена 158 убитых местных евреев с указанием их возраста и профессии. Однако, по ряду данных, до войны в Михалишках жили около восьмисот евреев, а в гетто были согнаны и евреи из ближайших деревень, поэтому число узников должно было достигать 1000—1200 человек.
Братская могила узников гетто находится за ручьём, на её месте сначала построили баню, а потом и жилые дома.
Памятник жертвам геноцида евреев в Михалишках установлен 22 июня 2009 года на старом еврейском кладбище с надписью: «Жертвам нацизма: Здесь в 1944 году были зверски замучены 158 евреев Островецкого района».